# آمریکایی آرام (فیلم ۲۰۰۲)
آمریکایی آرام (انگلیسی: The Quiet American) فیلمی در ژانر تریلر سیاسی بر پایهٔ رمانی با همین نام از گراهام گرین و به کارگردانی فیلیپ نویس است که در سال ۲۰۰۲ منتشر شد.

## بازیگران
- مایکل کین
- برندن فریزر
- راده سربزیا
- هولمز آزبرن
- رابرت استانتون
- تزی ما

## خلاصه
«تامس فولر» (کین) روزنامه نگاری بریتانیایی است که در سال 1952، نخستین مراحل جنگ در هندوچین را برای «لندن تایمز» پوشش می دهد. او با «آلدن پایل» (فریزر)، امریکایی پر شور و منطقی و ظاهرا ساده ای آشنا می شود که جزو تیمی پزشکی به سایگون آمده است. او پس از چندی متوجه می شود امریکایی هایی که وارد ویتنام شده اند تیم پزشکی نیستند و «پایل» در واقع، مأمور سازمان سیا است...